# Посёлок пансионата «Берёзка»
Пансионата «Берёзка» — посёлок сельского типа в Лучинском сельском поселении Истринского района Московской области.
Находится примерно в 3 км на юг от Истры, высота над уровнем моря 183 м. С юга примыкает деревня Котерево, севернее — Глинки, на востоке граничит с Вельяминово.

## Население
| 2002 | 2006 | 2010 |
| ---- | ---- | ---- |
| 53   | ↘52  | ↘40  |